# Ari Leon Jurkiewicz
Ari Leon Jurkiewicz (Santos, 17 de junho de 1944 — Curitiba, 07 de outubro de 2013), foi um médico brasileiro especialista em anatomia humana e geriatria. Membro da Academia Paranaense de Medicina e um dos precursores do ensino da neuroanatomia na Universidade Federal do Paraná.

## Biografia
Filho de Chaim Jurkiewicz e Blima Jurkiewicz, família de origem judaica polonesa, diplomou-se em medicina pela Universidade Federal do Paraná-UFPR no ano de 1969.Posteriormente realizou mestrado em anatomia pela Universidade Federal de São Paulo em
1980, e doutorado em ciências com ênfase na área de anatomia pela mesma universidade no ano de 1994.Ex-professor da Universidade Federal do Paraná, da Faculdade Evangélica de Medicina e da Universidade Tuiuti do Paraná. Foi fundador e sócio benemérito da Sociedade Brasileira de Geriatria e Gerontologia.Membro da Academia Paranaense de Medicina e da Sociedade Brasileira de Médicos Escritores-SOBRAMES.
Possuia como hobbie a filatelia tendo sido presidente da Soficur-Sociedade dos filatelistas de Curitiba, com inúmeras palestras apresentadas sobre o tema.

## Obras
- Multidisciplinaridade na Otoneurologia (2013) em conjunto com Bianca Zeigelboim